# Knorringia sibirica
Knorringia sibirica är en slideväxtart. Knorringia sibirica ingår i släktet Knorringia och familjen slideväxter.

## Underarter
Arten delas in i följande underarter:
- K. s. sibirica
- K. s. thomsonii
- K. s. ubsunurica